# 萩原京平
萩原 京平（はぎわら きょうへい、1995年12月28日 - ）は、日本の男性総合格闘家。大阪府豊中市出身。SMOKER GYM所属。

## 来歴
中学時代はラグビーに熱中する。17歳頃から格闘家に憧れ、アマチュア大会に出場し、20戦して16勝4敗の成績を挙げた。その後プロに転向すると、地元大阪を中心に大会へ出場し経験を積んだ。
2017年3月26日、総合格闘技デビュー戦となったDEEP SAITAMA IMPACT 2017にて荒井真人と対戦し、2Rに腕ひしぎ十字固めによる一本負けを喫した。
2020年2月23日、GLADIATOR 012×1MC in OSAKAで浅井亮麿と対戦し、2RにパウンドでKO勝ち。

### RIZIN
2020年8月10日、RIZIN初出場となったRIZIN.22 - STARTING OVER -にて白川陸斗と対戦し、3Rにスタンドパンチ連打によるTKO勝ちを収めた。
2020年9月27日、RIZIN.24で元DEEPフェザー級王者の芦田崇宏と対戦し、アームロックで1R一本負け。
2020年11月21日、RIZIN.25で内村洋次郎と対戦し、右ストレートで1R22秒KO勝ちを収めた。
2020年12月31日、RIZIN.26で平本蓮と対戦。試合前から舌戦を繰り広げるなど話題となったが、試合ではグラウンドで圧倒し膝蹴りで平本の頭蓋骨を陥没骨折させるなどのダメージを与え、最後はマウントパンチでタオル投入による2RTKO勝ちを収めた。
2021年10月2日、RIZIN LANDMARK vol.1で朝倉未来と対戦し、グラウンド状態で下になる展開が続き、0-3の判定負けを喫した。なお、この大会の独占配信を行ったU-NEXTのサイトに、RIZINのPPV視聴チケットを購入するために大量の格闘技ファンが詰めかけたことで、歴代最多のアクセスによりU-NEXTの巨大サーバーが耐えきれずダウン。大会開始が1時間遅れる事件が起こり大きな話題となった。
2021年11月28日、RIZIN TRIGGER 1stで元PANCRASEライト級王者の昇侍と対戦し、パンチでダウンを奪いサッカーボールキックで2RTKO勝ちを収めた。
2021年12月31日、RIZIN.33で元SBスーパーライト級王者の鈴木博昭と対戦し、スタンド・グラウンドの両展開で鈴木をコントロールして3-0の判定勝利を収めた。
2022年3月20日、RIZIN.34で元DEEPフェザー級王者の弥益ドミネーター聡志と対戦し、バックスピンキックで弥益を転倒させるなど見せ場を作るも1Rに腕ひしぎ三角固めによる一本負けを喫した。
2022年5月5日、RIZIN LANDMARK vol.3にて元KSWフェザー級王者・元REBEL FCフェザー級王者のクレベル・コイケと対戦し、パンチと飛び膝蹴りでクレベルを出血させるもテイクダウンを奪われ、リアネイキッドチョークによる1R一本負けを喫した。
2022年9月25日、RIZIN.38で のちのRIZINフェザー級王者の鈴木千裕と対戦し、2Rにリアネイキッドチョークで一本負けを喫した。
2023年4月1日、RIZIN.41で元PXCバンタム級王者のカイル・アグォンと対戦。タックルからバックポジションを繰り返し奪われるも凌ぎきると、スタンドの展開で優勢となり3-0の判定勝利を収め、1年4ヶ月ぶりの勝利となった。
2023年9月24日、RIZIN.44で元RIZINフェザー級王者の牛久絢太郎と対戦し、一進一退の攻防となるも3Rにバックを取られ不利な展開が続き、3R判定負け。
2024年3月23日、RIZIN LANDMARK 9で元DEEPライト級王者の武田光司と対戦し、0-3の判定負けを喫した。フェザー級では他の選手ほど大幅な減量をしていたわけではなかったことから、この試合を期に約5kg下のバンタム級（-61kg）への転向を発表した。
その後、自身のYouTubeチャンネル動画内で「まだフェザー級でやり残したことがある」として、しばらくはフェザー級で戦うと話した。
2024年9月29日、RIZIN.48でPANCRASEフェザー級1位の高木凌と対戦し、1Rにリアネイキッドチョークで一本負けを喫した。
2025年3月30日、RIZIN.50で 元PXCバンタム級王者・Destiny MMAフェザー級王者・AFCフェザー級王者のトビー・ミセッチと対戦し、1Rにミセッチの蹴りに合わせて左ストレートを当ててダウンを奪い、そのままパウンドでKO勝ちを収めた。
2025年5月4日、RIZIN男祭りで西谷大成と対戦し、左フックでダウンを奪い追撃のパウンドで1R TKO勝ち。今大会の副賞の男気ボーナス該当者となり、萩原にはRIZIN運営から『日本酒1樽・米1俵・鯛1匹・羊1頭分の肉・牛1頭分の肉など』数百万円相当のボーナスが送られた。

## 人物・エピソード
- 事故で亡くなった小学校時代からの親友に向けて蝙蝠のタトゥーを胸に彫っている[映像 1]。
- 憧れのファイターはネイト・ディアス[23]。
- 好きなミュージシャンには舐達麻を挙げている[24]。
- パフォーマンスとしては俗に言う、悪童スタイルをとっており、自分でも「子供が真似したら悪影響を与えたことになる」と自認している[25]。
- 2020年からRIZINに出場し始めたことで人生が一変。初出場の8月から年末までの5ヶ月で本人の希望により4連戦（5大会のうち4大会出場）して、半年もしないうちにRIZINファンの心を掴んで圧倒的な人気と知名度を獲得した。それにより「ボロい長屋育ちの少年だった」という萩原は、翌年2021年から新築高級マンションの高層階に住めるようになり、高級車であるマセラティのギブリ（約1600万～2000万円）やレスサスのLX570（オプション含まず約1300～2100万円）などを複数台購入するなど、わずか1年で絵に書いたような格闘技ドリームを手に入れた。ただし本人は「高級車が本気でほしいと思って買っているわけではないです。こういうものを買って発信して、若い世代に『格闘技（RIZIN）でのし上がればこういう生活ができる』と思ってほしかった。そうやって僕に憧れてくれたりジムに入ってくれた若い世代がいるように、ジムに人が増えて格闘技人口が増えて、日本の格闘技業界が盛り上がってほしい」と話している[26][27]。

## 戦績

### プロ総合格闘技
| 総合格闘技 戦績 | 総合格闘技 戦績 | 総合格闘技 戦績 | 総合格闘技 戦績 | 総合格闘技 戦績 | 総合格闘技 戦績 | 総合格闘技 戦績 |
| --------------- | --------------- | --------------- | --------------- | --------------- | --------------- | --------------- |
| 19 試合         | (T)KO           | 一本            | 判定            | その他          | 引き分け        | 無効試合        |
| 9 勝            | 7               | 0               | 2               | 0               | 0               | 0               |
| 10 敗           | 0               | 7               | 3               | 0               | 0               | 0               |

| 勝敗 | 対戦相手             | 試合結果                             | 大会名                          | 開催年月日     |
| ○    | 西谷大成             | 1R 3:36 KO（左フック）               | RIZIN男祭り                     | 2025年5月4日   |
| ○    | トビー・ミセッチ     | 1R 0:26 TKO（右ストレート→パウンド） | RIZIN.50                        | 2025年3月30日  |
| ×    | 高木凌               | 1R 2:31 リアネイキッドチョーク       | RIZIN.48                        | 2024年9月29日  |
| ×    | 武田光司             | 5分3R終了 判定0-3                    | RIZIN LANDMARK 9                | 2024年3月23日  |
| ×    | 牛久絢太郎           | 5分3R終了 判定0-3                    | RIZIN.44                        | 2023年9月24日  |
| ○    | カイル・アグォン     | 5分3R終了 判定3-0                    | RIZIN.41                        | 2023年4月1日   |
| ×    | 鈴木千裕             | 2R 2:14 リアネイキッドチョーク       | RIZIN.38                        | 2022年9月25日  |
| ×    | クレベル・コイケ     | 1R 1:37 リアネイキッドチョーク       | RIZIN LANDMARK vol.3            | 2022年5月5日   |
| ×    | 弥益ドミネーター聡志 | 1R 3:21 腕ひしぎ三角固め             | RIZIN.34                        | 2022年3月20日  |
| ○    | 鈴木博昭             | 5分3R終了 判定3-0                    | RIZIN.33                        | 2021年12月31日 |
| ○    | 昇侍                 | 2R 1:19 TKO（サッカーボールキック）  | RIZIN TRIGGER 1st               | 2021年11月28日 |
| ×    | 朝倉未来             | 5分3R終了 判定0-3                    | RIZIN LANDMARK vol.1            | 2021年10月2日  |
| ○    | 平本蓮               | 2R 1:29 TKO（グラウンドパンチ）      | RIZIN.26                        | 2020年12月31日 |
| ○    | 内村洋次郎           | 1R 0:22 KO（右ストレート）           | RIZIN.25                        | 2020年11月21日 |
| ×    | 芦田崇宏             | 1R 4:25 オモプラッタ                 | RIZIN.24                        | 2020年9月27日  |
| ○    | 白川陸斗             | 3R 4:40 TKO（スタンドパンチ連打）    | RIZIN.22 - STARTING OVER -      | 2020年8月9日   |
| ○    | 浅井亮麿             | 2R 0:54 TKO（グラウンドパンチ）      | GLADIATOR 012×1MC in OSAKA      | 2020年2月23日  |
| ×    | イ・ミング           | 1R 1:20 腕ひしぎ十字固め             | Angel's Fighting Championship 8 | 2018年10月15日 |
| ×    | 荒井真人             | 2R 1:36 腕ひしぎ十字固め             | DEEP SAITAMA IMPACT 2017        | 2017年3月26日  |

### アマチュア総合格闘技
- 20戦16勝4敗[28]

| 勝敗 | 対戦相手         | 試合結果                             | 大会名                                                                      | 開催年月日     |
| ×    | 工藤広大         | 1R 2:31 スリーパーホールド           | 第1回アマチュア修斗エクストラトーナメント2019 【ライト級トーナメント1回戦】 | 2019年12月29日 |
| ○    | KAZ              | 2R 1:38 リアネイキッドチョーク       | KROSS×OVER7                                                                 | 2019年11月4日  |
| ×    | 石附千羽也       | 2R 2:35 スリーパーホールド           | 第26回アマチュアパンクラス関西大会                                          | 2019年9月8日   |
| ×    | 齊土泰斗         | 不戦敗                               | 第16回アマチュア修斗関西選手権 【ライト級トーナメント1回戦】                | 2019年5月26日  |
| ○    | ヒロユキJAPAN    | 1R TKO（ジャンピングヘッドバット）   | 風林嘩山～第二章～                                                          | 2019年5月12日  |
| ×    | アレハンドロレオ | 1R リアネイキッドチョーク            | KING OF THE FIGHT                                                           | 2018年9月8日   |
| ○    | 笠井ヨシヒロ     | 1R 2:05 TKO（右ストレート→パウンド） | 益荒男 -MASURAO- 【MMA70kgTORNAMENT1回戦】                                  | 2018年4月22日  |
| ○    | 山田将成         | 3分2R終了 判定3-0                    | 地下格闘技フルボッコ                                                        | 2017年6月25日  |
| ○    | YUKIYA           | 1R 1:52 TKO（左膝蹴り→パウンド）     | Number1 vol.12                                                              | 2016年5月15日  |
| ○    | 宮脇正誉         | 1R 1:59 KO（右ストレート）           | 第十六回 路地裏拳嘩劇場 飛車角                                              | 2016年2月7日   |

### アマチュアキックボクシング
| 勝敗 | 対戦相手 | 試合結果       | 大会名                    | 開催年月日     |
| ×    | 吉川広夢 | 1R終了 判定0-3 | WEED 大倉祭-桶狭間の戦い- | 2014年12月28日 |

### 映像資料
1. ↑  萩原京平 : タトゥーについて〜親友にむけて (ニートTokyo). 31 July 2021.

### 試合映像
1. ↑  『【試合映像】白川陸斗 vs. 萩原京平 / Rikuto Shirakawa vs. Kyohei Hagiwara - RIZIN.22』RIZIN公式YouTubeチャンネル、2020年。
2. ↑  『【試合映像】芦田崇宏 vs. 萩原京平 / Takahiro Ashida vs. Kyohei Hagiwara - RIZIN.24』2020年。
3. ↑  『【試合映像】内村洋次郎 vs. 萩原京平 / Yojiro Uchimura vs. Kyohei Hagiwara - RIZIN.25』RIZIN公式YouTubeチャンネル、2020年。
4. ↑  『【試合映像】萩原京平 vs. 平本蓮 / Kyohei Hagiwara vs. Ren Hiramoto - RIZIN.26』RIZIN公式YouTubeチャンネル、2020年。
5. ↑  『【試合映像】朝倉未来 vs. 萩原京平 / Mikuru Asakura vs. Kyohei Hagiwara - RIZIN LANDMARK vol.1』RIZIN公式YouTubeチャンネル、2021年。
6. ↑  『【試合映像】昇侍 vs. 萩原京平 / Shoji vs. Kyohei Hagiwara - RIZIN TRIGGER 1st』2021年。
7. ↑  『【試合映像】萩原京平 vs. 鈴木博昭 / Kyohei Hagiwara vs. Hiroaki Suzuki - RIZIN.33』2021年。
8. ↑  『【試合映像】弥益ドミネーター聡志 vs. 萩原京平 / Satoshi“Dominator”Yamasu vs. Kyohei Hagiwara - RIZIN.34』RIZIN公式YouTubeチャンネル、2022年。
9. ↑  『【試合映像】クレベル・コイケ vs. 萩原京平 / Kleber Koike vs. Kyohei Hagiwara - RIZIN LANDMARK vol.3』RIZIN公式YouTubeチャンネル、2022年。
10. ↑  『【試合映像】萩原京平 vs. 鈴木千裕 / Kyohei Hagiwara vs. Chihiro Suzuki - RIZIN.38』RIZIN公式YouTubeチャンネル、2022年。
11. ↑  『【試合映像】カイル・アグォン vs. 萩原京平 / Kyle Aguon vs. Kyohei Hagiwara - RIZIN.41』RIZIN公式YouTubeチャンネル、2023年。
12. ↑  『【会場リングサイド目線で見る『萩原京平 vs. カイル・アグウォン』公式試合映像】【Special Ring Side】 RIZIN.41』RIZIN公式YouTubeチャンネル、2023年。
13. ↑  『【試合映像】牛久絢太郎 vs. 萩原京平 / Juntaro Ushiku vs. Kyohei Hagiwara - RIZIN.44』RIZIN公式YouTubeチャンネル、2023年。
14. ↑  『【試合映像】萩原京平 vs. 高木凌 / Kyohei Hagiwara vs. Ryo Takagi - RIZIN.48』RIZIN公式YouTubeチャンネル、2024年。
15. ↑  『【試合映像】萩原京平 vs. トビー・ミセッチ / Kyohei Hagiwara vs. Toby Misech - RIZIN.50』RIZIN公式YouTubeチャンネル、2025年。

### 補足映像
1. ↑  『【番組】RIZIN CONFESSIONS #59（※番組内で試合映像＆萩原恭平による試合振り返りドキュメンタリー番組）』RIZIN公式YouTubeチャンネル、2020年。
2. ↑  『【番組】RIZIN CONFESSIONS #64（※番組内で試合映像＆萩原恭平と平本蓮による試合振り返りドキュメンタリー番組）』RIZIN公式YouTubeチャンネル、2020年。
3. ↑  『【番組】RIZIN CONFESSIONS #83（※番組内で試合映像＆萩原恭平と朝倉未来による試合振り返りドキュメンタリー番組）』RIZIN公式YouTubeチャンネル、2021年。
4. ↑  『【番組】RIZIN CONFESSIONS #91（※番組内で試合映像＆萩原恭平と鈴木博昭による試合振り返りドキュメンタリー番組）』2021年。
5. ↑  『【番組】RIZIN CONFESSIONS #94（※番組内で試合映像＆萩原恭平と弥益ドミネーター聡志による試合振り返りドキュメンタリー番組）』RIZIN公式YouTubeチャンネル、2022年。
6. ↑  『【番組】RIZIN CONFESSIONS #100（※番組内で試合映像＆萩原恭平とクレベル・コイケによる試合振り返りドキュメンタリー番組）』RIZIN公式YouTubeチャンネル、2022年。
7. ↑  『【番組】RIZIN CONFESSIONS #107（※番組内で試合映像＆萩原恭平と鈴木千裕による試合振り返りドキュメンタリー番組）』RIZIN公式YouTubeチャンネル、2022年。
8. ↑  『【番組】RIZIN CONFESSIONS #119（※番組内で試合映像＆萩原恭平とカイル・アグウォンによる試合振り返りドキュメンタリー番組）』RIZIN公式YouTubeチャンネル、2023年。
9. ↑  『【番組】RIZIN CONFESSIONS #133（※番組内で試合映像＆萩原京平と牛久絢太郎による試合振り返りドキュメンタリー番組）』RIZIN公式YouTubeチャンネル、2023年。
10. ↑  『【番組】RIZIN CONFESSIONS #146（※番組内で試合映像。萩原京平と武田光司による試合振り返りドキュメンタリー番組）』RIZIN公式YouTubeチャンネル、2024年。
11. ↑  『【番組】RIZIN CONFESSIONS #164（※番組内で試合映像＆萩原京平と高木凌による試合振り返りドキュメンタリー番組）』RIZIN公式YouTubeチャンネル、2024年。
12. ↑  『【番組】RIZIN CONFESSIONS #175（※番組内で試合映像＆萩原京平とトビー・ミセッチによる試合振り返りドキュメンタリー番組）』RIZIN公式YouTubeチャンネル、2025年。